# Gradnja tima
Gradnja tima (angl. team building) je dejavnost, s katero želimo vplivati na razvoj skupine in ji pomagati, da izboljša lastno učinkovitost, zadovoljuje potrebe svojih članov ter izboljša delovne pogoje. 

## Kaj je tim?
Tim je skupina ljudi, ki opravlja skupno delo. Usmerjen je k doseganju skupnega cilja, ali dokončanju neke naloge. Člani tima cilje dosegajo z deljenim vodenjem, vzajemno odgovornostjo in učinkovitim delovanjem vseh članov. Tim tako definiramo tudi kot soodvisno skupino posameznikov, ki skupaj dela na enotnem cilju in si deli odgovornost za specifične posledice v organizaciji. 
Vendar pa je tim več kot le skupina ljudi. Najpomembnejša razlika je predvsem v notranji dinamiki odnosov. Znotraj tima posamezniki namreč spoznavajo svojo medsebojno odvisnost in se zavedajo, da bodo cilje dosegli z vzajemno pomočjo. Dober tim je tisti socialni sistem, ki posamezniku daje možnost izražanja lastnih vrednot. V dobrem timu prihaja do sinteze teh vrednot, pri čemer nastaja nova kvaliteta le teh. Najučinkovitejši tim tako ni sestavljen iz najučinkovitejših posameznikov, temveč je tisti, ki v interakciji posameznikov daje najboljše rezultate. 
V timu se člani ne poskušajo okoristiti na račun drugih, saj delo sprejemajo za svojo last. Posamezniki sodelujejo pri odločitvah, vendar razumejo, da mora vodja sam sprejeti končno odločitev, kadar je potrebno hitro ukrepati. Da bi dosegli cilje, ki so si jih kot tim zastavili, njihovi člani prispevajo svojo kreativnost, talent in znanje. Drug drugega spodbujajo k izražanju mnenj in občutkov, saj želijo razumeti stališča drugih članov. Vse to se kaže v prizadevanju za odprto in pošteno komunikacijo in priznavanju konflikta kot normalnega pojava. V njem vidijo namreč le priložnost za kreativnost in nove rešitve, zato se ga trudijo razrešiti konstruktivno. Za učinkovit tim je tako pomembno, da se člani dogovorijo o skupnem cilju in namenih. 

## Vrste timov
- Tradicionalni model: skupina ljudi z vodenjem, ki pa občasno v zvezi z nekaterimi dilemami deli odgovornost in avtoriteto.
- Model timskega duha: skupina ljudi, ki dela skupaj pod enim vodjem. Člani so zadovoljni in med njimi vlada timski duh. Ne gre pa za tim, saj ne prihaja do deljene odgovornosti ali avtoritete: vse odločitve sprejema le vodja.
- Zmagoviti tim – najnaprednejši model: skupina ljudi,  ki se sama upravlja. V skupini ni osebe z avtoriteto o odločanju glede zadev, ki se dotikajo vseh članov. Vsak ima namreč avtoriteto in s tem odgovornost za odločitve.
- Projektni tim: skupno delo na specifičnem projektu ali nalogi znotraj časovno omejenega okvira. Od drugih se razlikuje predvsem po tem, da je po dokončanju naloge tim razpuščen. Tako imajo ti timi nenavadno mešanico avtonomije in odvisnosti – po eno strani imajo veliko svobode, vendar morajo še vedno znotraj omejenih okvirov dokončati nalogo, na kateri delujejo.
- Virtualna skupina: skupno delovanje na ciljih, pri čemer se člani v živo srečujejo le na začetku, kasneje pa dogovarjanje poteka preko elektronske pošte, telefonov in video konferenc. Člani so torej široko razpršeni, delo na skupnem cilju pa poteka preko raznovrstne tehnologije. Zaradi računalniškega dela bi veliko skupin lahko obravnavali v tej kategoriji, vendar je razlika v količini osebnega srečevanja in sestankov.

### Visoko produktivni timi
Da bi razumeli, kako delujejo visoko produktivni timi, moramo izločiti dejavnike, ki vplivajo na njihovo delovanje. To so: 
- Kontekst tima: okolje, v katerem tim izvaja svoje delo. Vrsta in potrebe tima, ter kultura, sistemi in struktura, ki ga podpirajo
- Kompozicija tima: velikost tima, člani s svojimi talenti, izkušnjami in motivacijo
- Kompetence tima: sposobnost tima, da komunicira, se odloča, rešuje probleme in konflikte
- Sposobnost prilagajanja na spremembe: vidik, znotraj katerega je skupina sposobna spremljati svoje vedenje in uvajati spremembe

Člani visoko produktivnih timov imajo sposobnosti, odnos in kompetence, ki jim omogočajo doseganje zastavljenih ciljev. Zanje je tako značilno, da delujejo v atmosferi polni zaupanja in medsebojne podpore, tako  pri odločanju, kot pri  postavljanju ciljev, komunikaciji in soočanju s konflikti. Poleg svojih močnih plati se zavedajo tudi šibkosti, pri čemer imajo sposobnost, da zaradi potrebe po izboljšanju svojega delovanja uvajajo tudi spremembe. 

## Gradnja tima
Gradnja tima je ena najbolj učinkovitih intervencij, s katero poskušamo vplivati na razvoj skupine. Je metoda, s katero želimo skupini pomagati, da izboljša lastno učinkovitost, zadovoljuje potrebe svojih članov in izboljša delovne pogoje. Gre torej za širok spekter aktivnosti, ki se izvajajo v podjetjih, šolah, športnih ekipah, verskih ali neprofitnih organizacijah, namenjene pa so izboljšanju učinkovitosti tima. Lahko pa na gradnjo tima gledamo tudi kot na filozofijo oblikovanja novih delovnih mest, pri čemer se zaposleni ne obravnavajo kot individualni delavci, temveč člani soodvisnih timov. Gradnja tima se je razvila iz intervencij, usmerjenih v izboljšanje medosebnih odnosov na raven skupinsko orientiranih intervencij, s katerimi želimo povečati skupinsko učinkovitost, funkcioniranje in delo. Z gradnjo tima želimo tudi doseči višji občutek povezanosti in enotnosti. Gradnjo tima lahko v osnovi razdelimo na strokovno in zabavno. Pri prvi gre za programe, ki s strokovnim vodenjem pomagajo razvijati in spodbujati skupino, da stopi korak naprej. Bistvena je torej usmerjenost v profesionalni razvoj tima, s čimer tim dosega boljše rezultate, bolj zadovoljne zaposlene in sproščeno vzdušje. Taki programi potekajo večinoma s pomočjo praktičnih nalog, ki jim sledi poglobljena diskusija o aktivnosti. Pod zabavne programe gradnje moštva pa štejemo tiste aktivnosti, ki so vselej zastavljene tako, da so skupini zadani izzivi, ki se rešujejo preko sodelovanja vseh članov. Lahko gre za preproste zabavne igrice ali pa bolj kompleksne dejavnosti. Programi so zastavljeni tako, da med udeleženci spodbujajo interakcije preko raznih zabavnih iger, nalog in izzivov. Člani se na tak način bolje spoznajo, v sproščenem vzdušju pa tudi bolj povežejo. Ne samo, da se odnosi med posamezniki izboljšajo, vzpostavijo se tudi nove vezi, kar pripomore k boljšemu sodelovanju in vzdušju na delovnem mestu.

## Namen
Glavni namen različnih gradenj tima je aktivno in izkušenjsko učenje medsebojnega sodelovanja. Dokazano je, da se novih znanj in spretnosti bolj učinkovito naučimo preko iger. Poleg tega nam gradnja tima lahko zaradi sodelovanja znotraj tima in tekmovanja nudi čustveno izkušnjo, ki omogoča bolj učinkovito učenje. Dodatni element, ki govori v prid gradnje tima, pa je trening posameznih veščin v kombinaciji s povratno informacijo – oboje je v timskih aktivnostih omogočeno. 
Kaj vse lahko razvijamo s pomočjo gradnje tima? Reševanje problemov in konfliktov, vodenje sestankov, zavedanje pomembnosti timskega dela in morebitne ovire pri tem, povezanost tima, kreativnost, sposobnost komuniciranja, zaupanje, prevzemanje odgovornosti, odločanje, dajanje povratne informacije, usmerjanje k cilju. 

## Izvajanje
Izvajanje gradnje tima poteka z zaključenimi timi. Proces vključuje analizo prednosti posameznega tima (pri čemer se osredotočamo na trenutne prednosti), zmanjševanje neučinkovitih načinov dela in pripravo načrta za povečanje nadaljnje učinkovitosti. Pomembno je, da je vsaka aktivnost strukturirana, s čimer s spodbuja aktivna vpletenost vseh udeležencev. 
Aktivnosti, ki jih lahko vključimo v gradnjo tima, so razne vaje, igre, simulacije, igre vlog. Lahko gre za ekipni rafting, bobnarsko seanso, hitrostno premagovanje poligonskih ovir, grajenje različnih zatočišč, igre z vrvmi, lov na zaklad … Dejavnosti se lahko izvajajo v zaprtem prostoru, ali pa zunaj. Notranji programi se nanašajo predvsem na definiranje vrednot, ciljev in poslanstva tima, medtem ko se zunanji nanašajo na motivacijo, sodelovanje in vzpostavljanje zaupanja med člani. Za slednje je večkrat značilno še vpletanje adrenalinskih dejavnosti, pri čemer se posamezniki kot skupina znajdejo pred novim izzivom, ki jim predstavlja nepoznano situacijo. Vsem programom je tako skupno, da morajo posamezniki med seboj sodelovati in se znajti v novih izzivih, pri čemer se na zabaven način spoznavajo in posledično povežejo. 
Začetek gradnje tima je običajno sestavljen iz manj zahtevnih aktivnosti, ki skupino ogrejejo in jo pripravijo na aktivno sodelovanje tekom treninga. Začnejo tudi proces učenja, saj skupina začne ugotavljati, v katerih okoliščinah je najbolj učinkovita. Začetne aktivnosti so posebej pomembne, ko se člani skupine pred tem ne poznajo. Tekom treninga zvišujemo nivo zahtevnosti. Skupina tako deluje predvsem na veščinah komunikacijske kompetentnosti, spretnem reševanju problemov in koordinaciji. Pri zahtevnejših vajah pridejo do izraza tudi veščine upravljanja s čustvi. 

### Metoda TB-6
Gradnja tima je neprekinjen proces, ki ga je potrebno ves čas nadgrajevati. Eden izmed pristopov k neprestanem razvoju timov je metoda TB-6. Sestavljena je iz šestih zaporednih korakov, znotraj katerih poteka sodelovanje s timi, ki stremijo k izboljšanju svoje učinkovitosti. 
1. Določitev potrebe: v tej fazi tim zazna potrebo in jo identificira. Določimo tudi konkretne cilje, ki jim želimo z izvajanjem gradnje tima doseči. Tako se znotraj te faze izvedejo prvi sestanki in svetovanje vodstvu tima.
2. Pridobitev predanosti: učinkovitost gradnje tima je odvisna od zavedanja vseh članov o tem, za kako pomemben in potreben proces gre. V tej fazi moramo pridobiti predanost članov za sodelovanje. To storimo preko predstavitve prednosti programa, pogovora o potrebi za izvedbo in konkretnih ciljih, ki jih želimo doseči.
3. Ocena potrebe in povratna informacija: natančneje določimo potrebo po izvajanju gradnje tima. Preko različnih anket in intervjujev analiziramo stanje, po predstavitvi rezultatov pa bolj podrobno določimo cilje programa. Pomembno je, da se z njimi strinjajo vsi člani tima, oziroma udeleženci programa gradnje tima.
4. Izvajanje gradnje tima: stopnja je običajno razdeljena na tri dele: 
  - Uvodna delavnica: določitev korakov v smer sprememb, ki smo jih določili v prejšnji fazi. Lahko gre za timske odnose, vloge, vodenje, konflikte. Poudarja pa se dogovor glede časovne izvedbe in prevzemanje odgovornosti.
  - Izvedba programa: izkustveno učenje, ki poteka znotraj tem, določenih v delavniškem delu. Program mora biti prilagojen potrebam tima, težavnost pa mora biti določena s konsenzom vseh udeležencev vnaprej.
  - Debriefing: primerjanje potrebe ter dogovorjene spremembe z opazovanjem odnosov in načina reševanja [[Frustracije in konfliktov. Možni še zadnji popravki. Pomembno je, da se pogovorimo o močnih in šibkih področjih tima ter o možnostih za nadaljnje izboljšanje. Dobra analiza je zelo pomemben pokazatelj uspešnosti gradnje tima, poleg tega pa celotnemu tima omogoča nadaljnji razvoj. Skozi proces udeleženci razmišljajo o pridobljenih izkušnjah in povezavi med aktivnostjo in realno situacijo. Analiza je lahko individualna, običajno pa je skupinska (pogovor v krogu, gibalne tehnike, tehnike umetniškega izražanja, metaforične tehnike).
5. Implementacija rezultatov: se začne takoj po uspešnem zaključku gradnje tima. Gre za uvajanje pozitivnih sprememb, za katere se je predhodno odločil tim.
6. Ocena vpliva: ponovna ocena vpliva gradnje tima, ki poteka 3-6 mesecev po izvajanju sprememb. Poteka v obliki intervjuja, ankete, delavnice ali pa sestanka. Pripravi se tudi ideja o nadaljnjem razvoju timskega dela.

## Komponente gradnje tima
Trenutno so priznane štiri komponente oz. modeli gradnje tima:
- Postavljanje ciljev: poudarja razvoj posameznika in postavljanje ciljev tima. Člani, ki so izpostavljeni tej intervenciji gradnje tima naj bi se vključevali v načrtovanje načinov za doseganje teh ciljev.

- Medosebni odnosi: v ospredje postavlja povečanje delovnih sposobnosti ekipe, kot npr. vzajemna podpora, komunikacija in razkrivanje čustev. Člani izpostavljeni tej intervenciji gradnje tima naj bi razvili medsebojno zaupanje kot tudi zaupanje v tim.

- Razjasnitev vlog: poudarja vloge članov v timu in komunikacijo med njimi. Člani izpostavljeni tej intervenciji bi naj dosegli boljše razumevanje svoje vloge in vloge drugih članov ter dolžnosti v timu.

- Razrešitev problema: v ospredje postavlja identifikacijo glavnega problema v timu. Člani, ki so bili deležni te intervencije gradnje tima bi naj postali bolj vključeni pri načrtovanju ukrepov razreševanja problemov in pri izvajanju ter evalviranju teh ukrepov.

Učinkovitost modelov gradnje tima
V eni izmed metaraziskav so raziskovalci prišli do rezultatov, da je razjasnitev vlog edini element gradnje tima, ki statistično značilno napoveduje učinek gradnje tima na učinkovitost . Kasneje pa so rezultati novejše metaanalize pokazali, da imajo vse komponente gradnje tima zmeren učinek na učinkovitost, vendar pa imata največji vpliv postavljanje ciljev in razjasnitev vlog. Manj učinkoviti sta bili komponenti medosebnih odnosov in razrešitev problema . Specifične intervencije znotraj gradnje tima kot npr. medosebni odnosi in razreševanje problemov so lahko tudi učinkovito sredstvo pri spreminjanju zadovoljstva in drugih stališč. Pri ugotavljanju učinka modelov gradnje tima na produktivnost, so znanstveniki ugotovili, da je bil učinek večji, če so bile intervencije osredotočene na spreminjanje tima (npr. razreševanje problemov z namenom izboljšanja delovnih procesov), kot če se je organizacija osredotočila na individualne spremembe (npr. razjasnjevanje vlog znotraj tima) .

## Izidi
Možni izidi gradnje tima so:
- kognitivni (npr. deklarativno znanje)
- afektivni (npr. zaupanje v učinkovitost tima)
- procesni (npr. koordinacija in komunikacija)
- izvedbeni (npr. obseg prodaje, produktivnost)

Rezultati so pokazali, da so bili s pomočjo gradnje tima najbolj izboljšani afektivni in procesni izidi .

## Učinkovitost
Gradnja tima je ena izmed najbolj običajno uporabljenih intervencij za razvoj skupine v organizacijah in je široko uporabljena v različnih oblikah. Kljub temu pa je raziskav na temo, kako in zakaj določene intervencije za razvoj tima delujejo in ali sploh imajo pozitivne učinke, malo. Glede na to, da je za razvoj skupin v organizacijah, porabljena velika vsota denarja, je pomembno, da praktiki in raziskovalci bolje razumejo pogoje za razvoj in učinkovitost le-teh. Obstaja veliko možnosti, ki so na voljo organizacijam pri uresničevanju izboljšanja skupinskega dela, zato je pomembno, da se ugotovi, ali je gradnja tima ustrezna izbira. Izmed vseh intervencij, ki jih opravljajo znotraj organizacije, naj bi največji vpliv na finančni uspeh organizacije imele ravno intervencije, ki se osredotočajo na gradnjo tima . 
Učinki
Raziskovalci so s pomočjo metaanalize skušali ugotoviti, kje so učinki gradnje tima na produktivnost in uspešnost tima največji. 
Večji učinki gradnje tima so se pokazali:
- v gospodarstvu kot javnem sektorju
- v manjših organizacijah kot večjih
- ko je bila gradnja tima bolj pod vplivom sodelovalnega vodenja kot pod vplivom avtokratičnega sistema vodenja
- v timih z več kot deset člani (vendar korist od intervencij gradnje tima imajo timi vseh velikosti)
- če je šlo za spremembe vedenja članov
- če je bila pobuda za začetek gradnje tima s strani menedžerjev na najvišjih položajih
- kadar je proces gradnje tima potekal s pomočjo zunanjih in notranjih svetovalcev
- če je bil neposredno prisoten supervizor, ki je podpiral izvedbo in doseganje uspeha gradnje tima